# Транслатив
Транслати́в, преврати́тельный паде́ж — один из падежей, свойственных языкам уральской семьи и некоторым северокавказским языкам. В общем случае обозначает переход в иное состояние или качество, однако нередко имеет и другие значения, не связанные с изменением состояния.

## В финском языке

### Образование
Образуется путём присоединения к слабой основе имени падежного окончания -ksi, во множественном числе перед окончанием добавляется показатель плюралиса -i-.

### Употребление
- Транслатив (фин. translatiivi) употребляется в качестве предикативного обстоятельства с глаголами следующих семантических классов:
  - глаголы называния (nimetä, nimittää, sanoa, julistaa, huutaa, kutsua, käskeä): 
Bodom järvi tulisi nimetä Random järveksi 
«Озеро Бодом следовало бы назвать озером Рандом»;
  - глаголы интеллектуального состояния или действия (luulla, uskoa, kuvitella): 
Keskiajan kristityt skolastikot luulivat häntä islamilaiseksi 
«Средневековые схоласты считали его представителем ислама»;
  - глаголы речи и рассуждения (hyväksyä, määrätä, tunnustaa, väittää): 
Professori Karstan on vaikea hyväksyä naista lainoppineeksi 
«Профессору Карстану сложно согласиться с тем, что женщины становятся юристами» , 
Sano suomeksi! 
«Скажи по-фински»;
  - глаголы превращения/трансформации (tulla, muuttua, tehdä, saada, valmistua, lukea): 
Pitkähköksi suunniteltu lomamatka Yhdysvalloissa muuttui painajaiseksi jo heti Newarkin lentokentällä 
«Долго планировавшаяся командировка в США обернулась кошмаром уже в аэропорту Нью-Арка»;
  - некоторые глаголы действия (juoda, keittää, iskeä, antaa, asettaa, valita, tuntea, jäädä): 
Sami antoi Rafelle lahjaksi isoisältään saamansa kolikon 
«Сами отдал Рафу в подарок монету, доставшуюся от деда»;
- Транслатив может обозначать также:
  - время (к какому времени? на какой срок?): 
 Hän oli hakenut Yhdysvaltoihin turistiviisumia seitsemäksi kuukaudeksi, muttei ollut sitä saanut 
«Она запросила туристическую визу США на семь месяцев, но не получила её»;
  - направление движения (предполагает использование компаратива): 
 Tervo aloitti soolouransa menestyskappaleella «Tule lähemmäksi» 
«Терво начал сольную карьеру со шлягера „Подойди поближе“»;
  - порядок рассуждения: 
Teoria tarkoittaa ensiksi yhtenäistä tietojen järjestelmää, toiseksi tieteellistä selitystä ja kolmanneksi oletusta, otaksumaa, hypoteesia 
«Теория — это, во-первых, упорядочение (существующих) знаний, во-вторых, научное объяснение и, в-третьих, предположения, допущения и гипотезы».

## В эстонском языке

### Примеры употребления
- must auk «чёрная дыра»: (muutus/muundus) mustaks auguks «(превратился) в чёрную дыру»
- kell kuus «шесть часов»: kella kuueks «к шести часам».

## В вепсском языке
В вепсском транслатив обозначает переход в другое положение, состояние или качество (poukšimoi pe̮imn’eks «я нанялся в пастухи», händast pan’iba predsedat’el’aks «его назначили председателем»), цель действия (pan’in’ te̮ignan lii̯baks «я поставила тесто для хлеба») или время действия (l’in’n’eb nedal’ikš «хватит на неделю»).

## В венгерском языке
Образуется присоединением аффикса -vá /-vé после основы на гласную или с ассимиляцией.

### Примеры употребления
- só «соль»: Lót felesége sóvá változott «Лотова жена превратилась в соль»
- fiú «мальчик, сын»: fiává fogad «усыновить»
- bolond «дурак»: bolonddá tett engem «Он меня одурачил».

## В русском языке
Превратительный падеж используется как особая форма одушевлённых существительных во множественном числе после предлога в, обозначающая становление кем-нибудь, превращение во что-нибудь, переход в какое-то состояние или положение, изменение статуса:
- пойти в гости, в солдаты, в учителя, в космонавты, в доктора и т. д.
- избирать(-ся) в президенты, в депутаты и т. д.
- нанять(-ся) в пастухи, в кладовщики, в маляры и т. д.

Превратительный падеж не имеет особых форм и совпадает по форме с именительным падежом множественного числа. В грамматиках этот падеж обычно называется «второй винительный».